# Holotrichia akolana
Holotrichia akolana är en skalbaggsart som beskrevs av Muhammad Sharif Khan och Ghai 1982. Holotrichia akolana ingår i släktet Holotrichia och familjen Melolonthidae. Inga underarter finns listade i Catalogue of Life.